# Truman Henry Safford
Truman Henry Safford (n. 6 ianuarie 1836, Royalton, Vermont – d. 13 iunie 1901, Newark, New Jersey) a fost un astronom american, al doilea director al Observatorului Hopkins.

## Biografie
Safford s-a născut la Royalton, Vermont, la 6 ianuarie 1836. La o vârstă fragedă a atras atenția publicului prin puterile sale de calcul remarcabile. La nouă ani, un preot local i-a cerut să înmulțească 365.365.365.365.365.365 cu 365.365.365.365.365.365. În mai puțin de un minut, Truman a dat răspunsul corect de 133.491.850.208.566.925.016.658.299.941.583.225 fără nici o hârtie. În jurul acestei vârste, a creat o nouă regulă pentru calcularea răsăriturilor și apusurilor Lunii. 
Spre deosebire de alți oameni care știau să calculeze foarte bine, Safford nu a participat la expoziții publice. S-a dus la Colegiul Harvard unde a studiat astronomia. 
A devenit cel de-al doilea director al Observatorului Hopkins de la Williams College, cel mai vechi observator astronomic existent din Statele Unite. Safford a fost director al acestui observator până la moartea sa. 
De asemenea, a descoperit și câteva obiecte obiecte din New General Catalogue precum NGC 114, NGC 140 și NGC 425.
În anul 1894, Safford a avut un accident vascular cerebral. El a murit la 13 iunie 1901 pe strada Broad 112 din Newark, New Jersey, unde locuia cu fiul său.